# Bahnhofstraße 1 (Grebenstein)

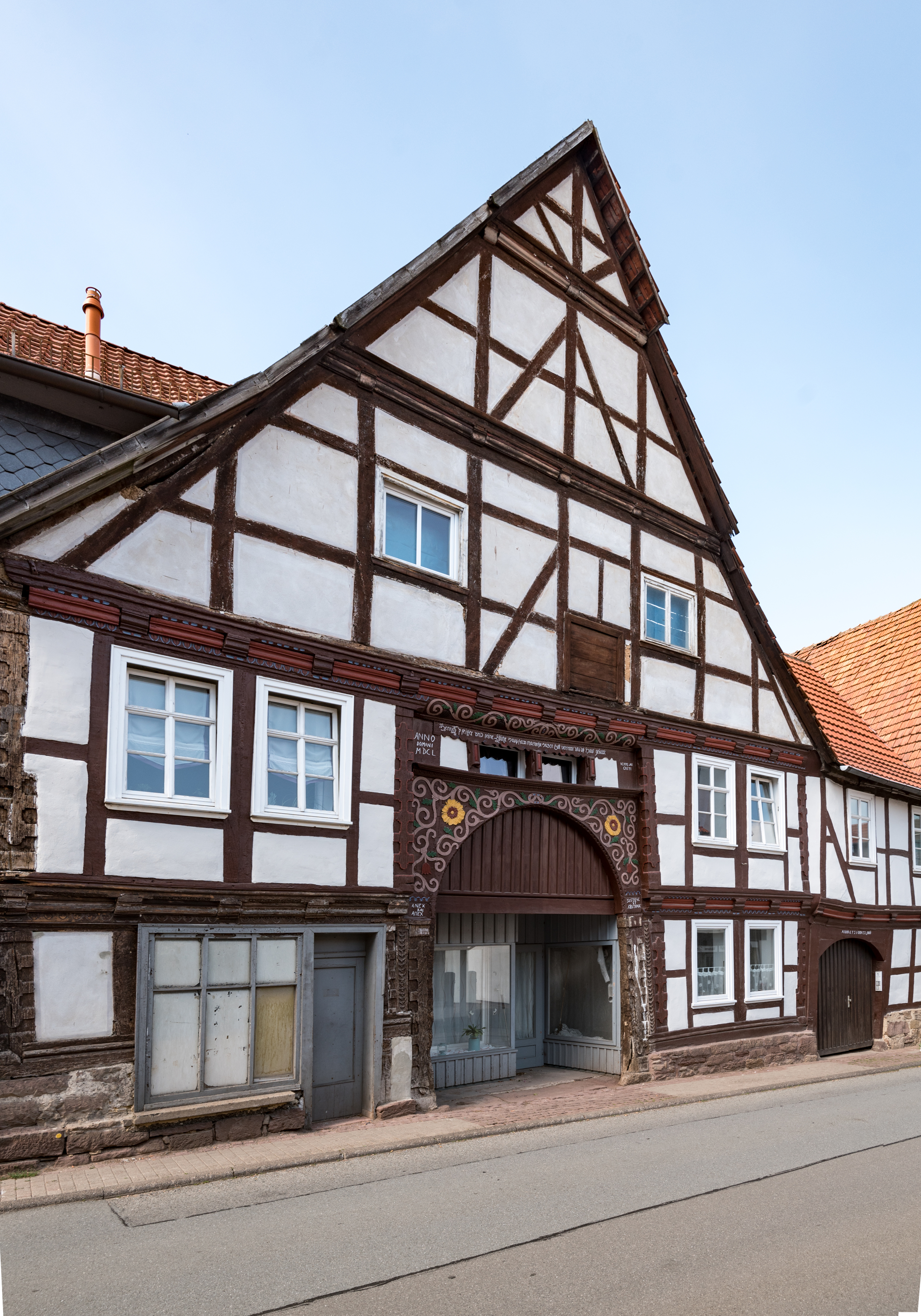
Fachwerkhaus Bahnhofstraße 1 in Grebenstein mit großem Dielentor

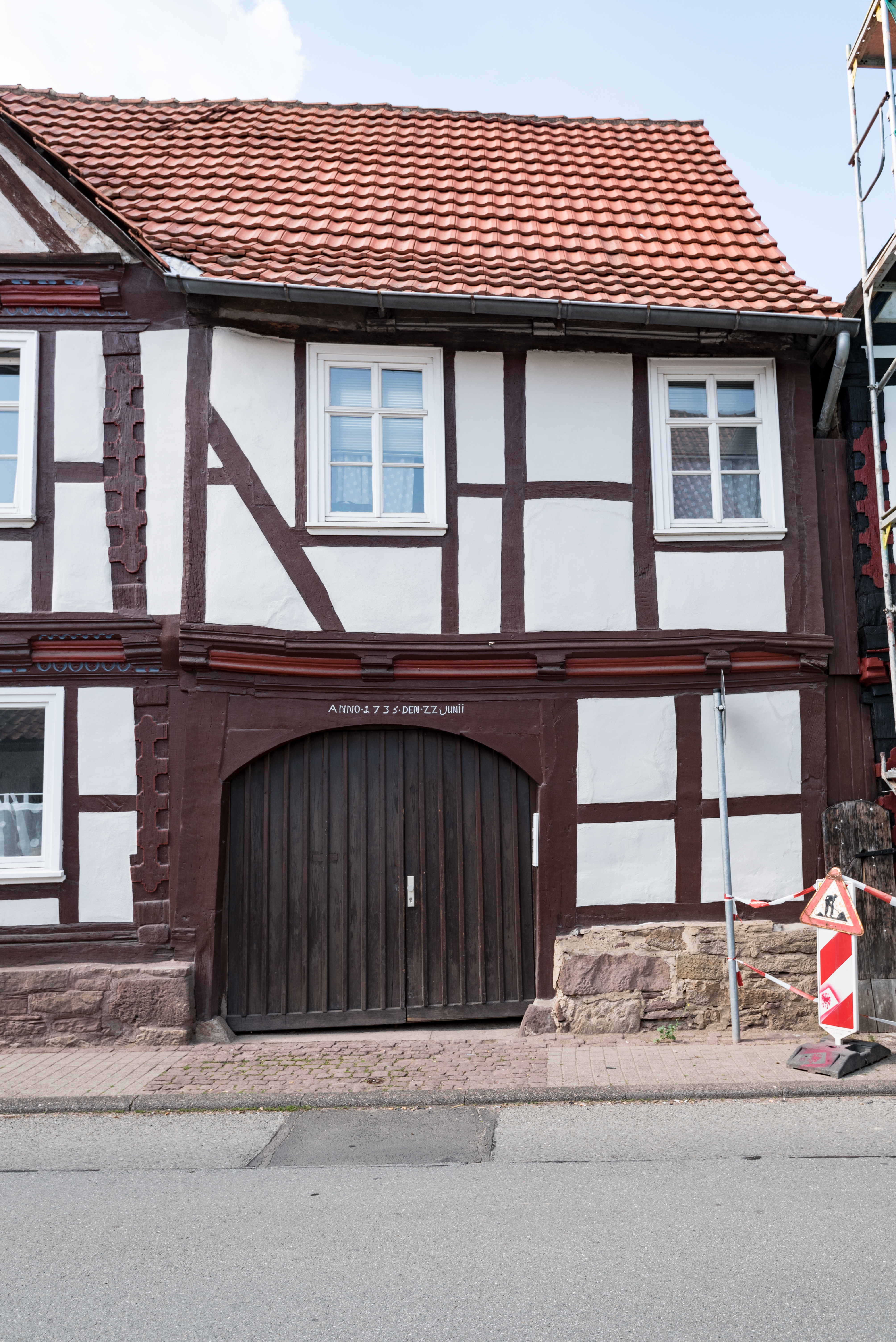
Anbau mit kleinem Dielentor

Das Gebäude Bahnhofstraße 1 in Grebenstein, einer Stadt im Landkreis Kassel in Nordhessen, wurde 1650 errichtet. Das Fachwerkhaus ist ein geschütztes Kulturdenkmal.
Der zweigeschossige Rähmbau entspricht dem Typ eines Längsdielenhauses. Die Pfosten des Dielentores und der Eckpfosten sind mit Beschlagornamentik verziert. Der geringe Rähmüberstand in den unteren Geschossen ist mit Eierstab, Kehlen und Ranken profiliert. Über dem Tor nennt eine kunstvolle Inschrift die Erbauer: „Henrich Pfeiffer und seine Ehliche Haußfrau Margretha haben Gott vertraut und diß Haus gebaut“.
Der rundbogige Rahmen des Dielentors ist mit aufwändiger Ranken- und Blumenornamentik, Abdeckgesims und verziertem Rundholz geschmückt. 
Der seitliche traufständige Anbau wurde 1735 errichtet. Er besitzt einen stark profilierten Geschossüberstand und ein kleines segmentbogiges Dielentor.